# Шампиньон кривой
Шампиньо́н криво́й (или отчётливоклубеньковый) (лат. Agaricus abruptibulbus) — гриб из рода Шампиньон (Agaricus) семейства Шампиньоновые (Agaricaceae).

## Описание
Шляпка диаметром 8—12 см, вначале яйцевидная, затем выпуклая или ширококоническая с тупым бугорком, позже становится плоской. Кожица слегка волокнистая, чисто-белая или кремовая, при надавливании появляются лимонно-жёлтые пятна.
Мякоть в шляпке относительно тонкая, белая, в ножке сероватая, с сильным запахом, по разным источникам — миндальным или анисовым.
Ножка длиной 10—14 и диаметром 0,8—2 см, полая, иногда слегка эксцентрическая, в основании имеет утолщение характерной цилиндрической формы с чётким краем. Над утолщением часто изогнута, вверху сужается.
Пластинки свободные, очень частые, сначала беловатые, при созревании меняют цвет на коричнево-серый, мясной, а затем чёрно-коричневый с красноватыми крапинками.
Остатки покрывал: кольцо на ножке тонкоплёнчатое, широкое, высоко расположенное, на внутренней стороне покрыто концентрическими кругами из мелких чешуек. Вольва отсутствует.
Споровый порошок тёмно-коричневый.

## Экологияи распространение
Широко распространён в хвойных лесах, особенно под соснами, появляется обычно небольшими группами.
Сезон лето — поздняя осень.

## Сходные виды
Съедобные:
- Шампиньон перелесковый (Agaricus silvicola) растёт обычно в еловых и буковых лесах, отличается формой утолщения ножки.

Ядовитые:
- Шампиньон желтокожий (Agaricus xanthodermus) растёт обычно среди травы, на лугах и пастбищах, легко отличается по сильному неприятному запаху.

### Опасность
С молодыми шампиньонами можно спутать смертельно ядовитые бледную поганку, мухомор вонючий и другие светлые мухоморы. Они отличаются по наличию вольвы в основании ножки, всегда белым пластинкам и не желтеющей от надавливания кожицей.

## Пищевые качества
Хороший съедобный гриб, однако, не всем нравится его сильный запах. По некоторым источникам, его можно употреблять в сыром виде в салатах.